# Campeonato Europeo de Tiro al Plato de 2006
El XXXVII Campeonato Europeo de Tiro al Plato se celebró en Maribor (Eslovenia) entre el 29 de agosto y el 3 de septiembre de 2006 bajo la organización de la Confederación Europea de Tiro (ESC) y la Federación Eslovena de Tiro Deportivo.
Las competiciones se realizaron en el Centro de Tiro de Gaj, ubicado al sur de la ciudad eslovena. 

## Resultados

### Masculino
| Evento               | Oro                                | Plata                               | Bronce                                |
| -------------------- | ---------------------------------- | ----------------------------------- | ------------------------------------- |
| Foso (03.09)         | Erminio Frasca · Italia · 144 pts. | José Manuel Fária Portugal 141 pts. | Alberto Fernández · España · 140 pts. |
| Foso (equipos)       | Italia · 354                       | Francia 353                         | España · 350                          |
| Doble foso (30.08)   | Vasili Mosin · Rusia · 186         | Håkan Dahlby · Suecia · 184         | Daniele Di Spigno · Italia · 183      |
| Doble foso (equipos) | Italia · 399                       | Reino Unido 394                     | Rusia · 394                           |
| Skeet (31.08)        | Ennio Falco · Italia · 144         | Valeri Shomin · Rusia · 144         | Marko Kemppainen · Finlandia · 143    |
| Skeet (equipos)      | Rusia · 356                        | Alemania · 354                      | República Checa · 353                 |

### Femenino
| Evento          | Oro                                | Plata                            | Bronce                                    |
| --------------- | ---------------------------------- | -------------------------------- | ----------------------------------------- |
| Foso (02.09)    | Arianna Perilli · Italia · 88 pts. | Delphine Racinet Francia 87 pts. | Zuzana Štefečeková · Eslovaquia · 87 pts. |
| Foso (equipos)  | Francia 205                        | Rusia · 190                      | Reino Unido 189                           |
| Skeet (30.08)   | Chiara Cainero · Italia · 95       | Erdzhanik Avetisián · Rusia · 92 | Maarit Lepomäki · Finlandia · 92          |
| Skeet (equipos) | Eslovaquia · 205                   | Italia · 203                     | Rusia · 202                               |

## Medallero
| Núm. | País            | Oro | Plata | Bronce | Total |
| ---- | --------------- | --- | ----- | ------ | ----- |
| 1    | Italia          | 6   | 1     | 1      | 8     |
| 2    | Rusia           | 2   | 3     | 2      | 7     |
| 3    | Francia         | 1   | 2     | 0      | 3     |
| 4    | Eslovaquia      | 1   | 0     | 1      | 2     |
| 5    | Reino Unido     | 0   | 1     | 1      | 2     |
| 6    | Alemania        | 0   | 1     | 0      | 1     |
|      | Portugal        | 0   | 1     | 0      | 1     |
|      | Suecia          | 0   | 1     | 0      | 1     |
| 9    | España          | 0   | 0     | 2      | 2     |
|      | Finlandia       | 0   | 0     | 2      | 2     |
| 11   | República Checa | 0   | 0     | 1      | 1     |
|      | TOTAL           | 10  | 10    | 10     | 30    |